# Чевгун Петро Дмитрович
Чевгун Петро Дмитрович (2 червня 1926 — 4 червня 1999) — спортсмен родом з Києва, заслужений тренер України, один з найкращих бігунів України, триразовий чемпіон України і чотириразовий чемпіон СССР з бігу на 800 м; рекордсмен світу в естафеті 4×800 м.